# Champions Cup 2000
Der Champions Cup 2000 war ein Snookerturnier der Main-Tour-Saison 2000/01. Es wurde vom 26. August bis zum 3. September 2000 im Brighton Centre im südenglischen Seebad Brighton ausgetragen. Nachdem der Sponsor der ersten Ausgabe des Champions Cups sein Snookerengagement eingestellt hatte, übernahm The Sportsmasters Network (TSN) das Sponsoring. 1999 hatte das Turnier noch in London stattgefunden und hatte 10 statt 8 Teilnehmer, der Turniermodus mit Gruppenphase und Endrunde blieb aber gleich.
Während Vorjahressieger Stephen Hendry diesmal im Halbfinale ausschied, kam sein damaliger Finalgegner Mark Williams erneut ins Endspiel, verpasste aber wieder den Sieg. Hendry-Bezwinger Ronnie O’Sullivan holte sich mit einem 7:5-Sieg den Champions-Cup-Titel.

## Preisgeld
Im Vorjahr hatte der Sieger das gesamte Preisgeld von 175.000 £ bekommen und alle anderen Teilnehmer waren leer ausgegangen. Diesmal bekamen alle Teilnehmer eine Prämie von mindestens 7.500 £ bis hinauf zum Sieger, dem 100.000 £ zuflossen. Im Preistopf waren deshalb auch 25.000 £ mehr als 1999.
| Platzierung      | Preisgeld |
| ---------------- | --------- |
| Sieger           | 100.000 £ |
| Finale           | 35.000 £  |
| Halbfinale       | 15.000 £  |
| Gruppenteilnahme | 7.500 £   |
| Höchstes Break   | 5.000 £   |
| Insgesamt        | 200.000 £ |

## Gruppenphase
6 Spieler hatten alle Titel in der Vorsaison unter sich ausgemacht und waren bei diesem Turnier zum Saisonauftakt vertreten. Dazu wurden noch der zweimalige Finalist Stephen Lee und der Publikumsliebling Jimmy White eingeladen. Die 8 Spieler wurden auf 2 Gruppen aufgeteilt, in denen jeweils Jeder gegen Jeden spielte. Die beiden besten Spieler kamen dann weiter ins Halbfinale der Ausscheidungsrunde. Da es in diesem Jahr 2 Teilnehmer weniger gab, waren es auch weniger Gruppenspiele. Dafür wurde nicht mehr auf 4, sondern auf 5 Gewinnframes (Modus Best of 9) gespielt. In beiden Gruppen setzten sich die Favoriten durch und so erreichten die Top 4 der Weltrangliste auch alle das Halbfinale.
| Sp. | Anzahl der absolvierten Spiele                     |
| SG  | Anzahl der gewonnenen Spiele                       |
| FG  | Anzahl der gewonnenen Frames                       |
| FV  | Anzahl der verlorenen Frames                       |
| FD  | Frame-Differenz                                    |
|     | Die beiden Gruppenbesten zogen ins Halbfinale ein. |

### Gruppe A
Tabelle:
| Rang | Spieler        | Sp. | SG | FG | FV | FD |
| ---- | -------------- | --- | -- | -- | -- | -- |
| 1    | Mark Williams  | 3   | 3  | 15 | 10 | +5 |
| 2    | Stephen Hendry | 3   | 2  | 13 | 13 | ±0 |
| 3    | Ken Doherty    | 3   | 1  | 13 | 13 | ±0 |
| 4    | Stephen Lee    | 3   | 0  | 10 | 15 | −5 |

Gruppenspiele:
| Spiel | Spieler 1      | Ergebnis | Spieler 2      |
| ----- | -------------- | -------- | -------------- |
| 1     | Mark Williams  | 45:45    | Ken Doherty    |
| 2     | Stephen Hendry | 45:45    | Stephen Lee    |
| 3     | Mark Williams  | 35:35    | Stephen Hendry |
| 4     | Stephen Lee    | 53:53    | Ken Doherty    |
| 5     | Mark Williams  | 35:35    | Stephen Lee    |
| 6     | Stephen Hendry | 45:45    | Ken Doherty    |

### Gruppe B
Tabelle:
| Rang | Spieler           | Sp. | SG | FG | FV | FD |
| ---- | ----------------- | --- | -- | -- | -- | -- |
| 1    | Ronnie O’Sullivan | 3   | 3  | 15 | 8  | +7 |
| 2    | John Higgins      | 3   | 2  | 14 | 10 | +4 |
| 3    | Matthew Stevens   | 3   | 1  | 11 | 13 | −2 |
| 4    | Jimmy White       | 3   | 0  | 6  | 15 | −9 |

Gruppenspiele:
| Spiel | Spieler 1         | Ergebnis | Spieler 2         |
| ----- | ----------------- | -------- | ----------------- |
| 1     | John Higgins      | 15:15    | Jimmy White       |
| 2     | Ronnie O’Sullivan | 25:25    | Matthew Stevens   |
| 3     | John Higgins      | 54:54    | Ronnie O’Sullivan |
| 4     | Matthew Stevens   | 35:35    | Jimmy White       |
| 5     | Ronnie O’Sullivan | 25:25    | Jimmy White       |
| 6     | John Higgins      | 45:45    | Matthew Stevens   |

## Endrunde
Im Halbfinale spielte jeweils ein Gruppensieger gegen einen Gruppenzweiten. Die Sieger der beiden Partien bestritten dann das Finale. Mit Mark Williams und Ronnie O’Sullivan setzten sich die Spieler durch, die auch schon in der Gruppenphase ungeschlagen geblieben waren.
|  | Halbfinale Best of 9 Frames | Halbfinale Best of 9 Frames | Halbfinale Best of 9 Frames |  |  | Finale Best of 13 Frames | Finale Best of 13 Frames | Finale Best of 13 Frames |
|  |                             |                             |                             |  |  |                          |                          |                          |
|  |                             |                             |                             |  |  |                          |                          |                          |
|  | A1                          | Mark Williams               | 5                           |  |  |                          |                          |                          |
|  | B2                          | John Higgins                | 4                           |  |  |                          |                          |                          |
|  |                             |                             |                             |  |  | A1                       | Mark Williams            | 5                        |
|  |                             |                             |                             |  |  | B1                       | Ronnie O’Sullivan        | 7                        |
|  | B1                          | Ronnie O’Sullivan           | 5                           |  |  |                          |                          |                          |
|  | A2                          | Stephen Hendry              | 2                           |  |  |                          |                          |                          |
|  |                             |                             |                             |  |  |                          |                          |                          |

### Finale
Während Mark Williams im Vorjahr dem damaligen Weltmeister Stephen Hendry unterlegen war, war er diesmal als amtierender Weltmeister und Weltranglistenerster Favorit gegen Ronnie O’Sullivan. Das letzte Aufeinandertreffen wenige Monate zuvor im Finale des Scottish Open hatte allerdings der Engländer deutlich mit 9:1 gewonnen. Doch diesmal ging Williams das Match offensiv an und ging mit 2:0 und 4:1 in Führung, wobei er in allen 5 Frames ein Break von über 50 Punkten erzielte. Dann war es aber O’Sullivan, der mit hohen Breaks wieder herankam und sich den Ausgleich und danach sogar die 5:4-Führung erkämpfte. Williams konnte noch einmal ausgleichen, dann stellte aber der Engländer mit 2 frameentscheidenden Breaks den 7:5-Sieg sicher. Für O’Sullivan war es der 16. Profisieg bei 11 Niederlagen, Williams hatte in seinem 20. Finale zum 8. Mal verloren.
| Finale: Best of 13 Frames Brighton Centre, Brighton, England, 3. September 2000                                                                         |                |                   |
| Mark Williams | 5:7            | Ronnie O’Sullivan |
| 68:5 (67), 85:0 (77), 55:67 (Williams 54, O’Sullivan 66), 68:36 (51), 78:45 (78), 0:134 (51, 78), 0:95 (95), 38:89, 45:67, 72:14, 27:77 (77), 0:91 (91) |                |                   |
| 78 | Höchstes Break | 95                |
| – | Century-Breaks | –                 |
| 5 | 50+-Breaks     | 6                 |